# Броссак
Бросса́к (фр. Brossac) — коммуна во Франции, находится в регионе Пуату — Шаранта. Департамент — Шаранта. Административный центр кантона Броссак. Округ коммуны — Коньяк.
Код INSEE коммуны — 16066.
Коммуна расположена приблизительно в 440 км к юго-западу от Парижа, в 145 км южнее Пуатье, в 39 км к юго-западу от Ангулема.

## Население
Население коммуны на 2008 год составляло 535 человек.
| 1962 | 1968 | 1975 | 1982 | 1990 | 1999 | 2008 |
| ---- | ---- | ---- | ---- | ---- | ---- | ---- |
| 862  | 778  | 679  | 635  | 593  | 525  | 535  |

## Климат
Климат океанический. Ближайшая метеостанция находится в городе Коньяк.
| Показатель                        | Янв. | Фев. | Март | Апр. | Май  | Июнь | Июль | Авг. | Сен. | Окт. | Нояб. | Дек. | Год   |
| --------------------------------- | ---- | ---- | ---- | ---- | ---- | ---- | ---- | ---- | ---- | ---- | ----- | ---- | ----- |
| Средний суточный максимум, °C     | 8,7  | 10,5 | 13,1 | 15,9 | 19,5 | 23,1 | 26,1 | 25,4 | 23,1 | 18,5 | 12,4  | 9,2  | 17,7  |
| Средняя температура, °C           | 5,4  | 6,7  | 8,5  | 11,1 | 14,4 | 17,8 | 20,2 | 19,7 | 17,6 | 13,7 | 8,6   | 5,9  | 12,5  |
| Средний суточный минимум, °C      | 2,0  | 2,8  | 3,8  | 6,2  | 9,4  | 12,4 | 14,4 | 14,0 | 12,1 | 8,9  | 4,7   | 2,6  | 7,8   |
| Норма осадков, мм                 | 80,4 | 67,3 | 65,9 | 68,3 | 71,6 | 46,6 | 45,1 | 50,2 | 59,2 | 68,6 | 79,8  | 80,0 | 783,6 |
| Источник: Relevé météo des Cognac |      |      |      |      |      |      |      |      |      |      |       |      |       |

## Администрация
| Период | Период | Фамилия         | Партия                  | Примечания |
| ------ | ------ | --------------- | ----------------------- | ---------- |
| 1989   | 2008   | Мишель Ноден    | Социалистическая партия |            |
| 2008   |        | Жозеф Руссельер | Разные левые            |            |

## Экономика
В 2007 году среди 324 человек в трудоспособном возрасте (15—64 лет) 201 были экономически активными, 123 — неактивными (показатель активности — 62,0 %, в 1999 году было 65,5 %). Из 201 активных работали 171 человек (92 мужчины и 79 женщин), безработных было 30 (14 мужчин и 16 женщин). Среди 123 неактивных 23 человека были учениками или студентами, 73 — пенсионерами, 27 были неактивными по другим причинам.

## Достопримечательности
- Церковь Нотр-Дам (XII век). Памятник истории с 1985 года[3]
- Акведук. Памятник истории с 1889 года[4]
- Руины галло-римской виллы Ку-д’Озна, или Лаку-Дозна. Памятник истории с 1875 года[5]

## Фотогалерея

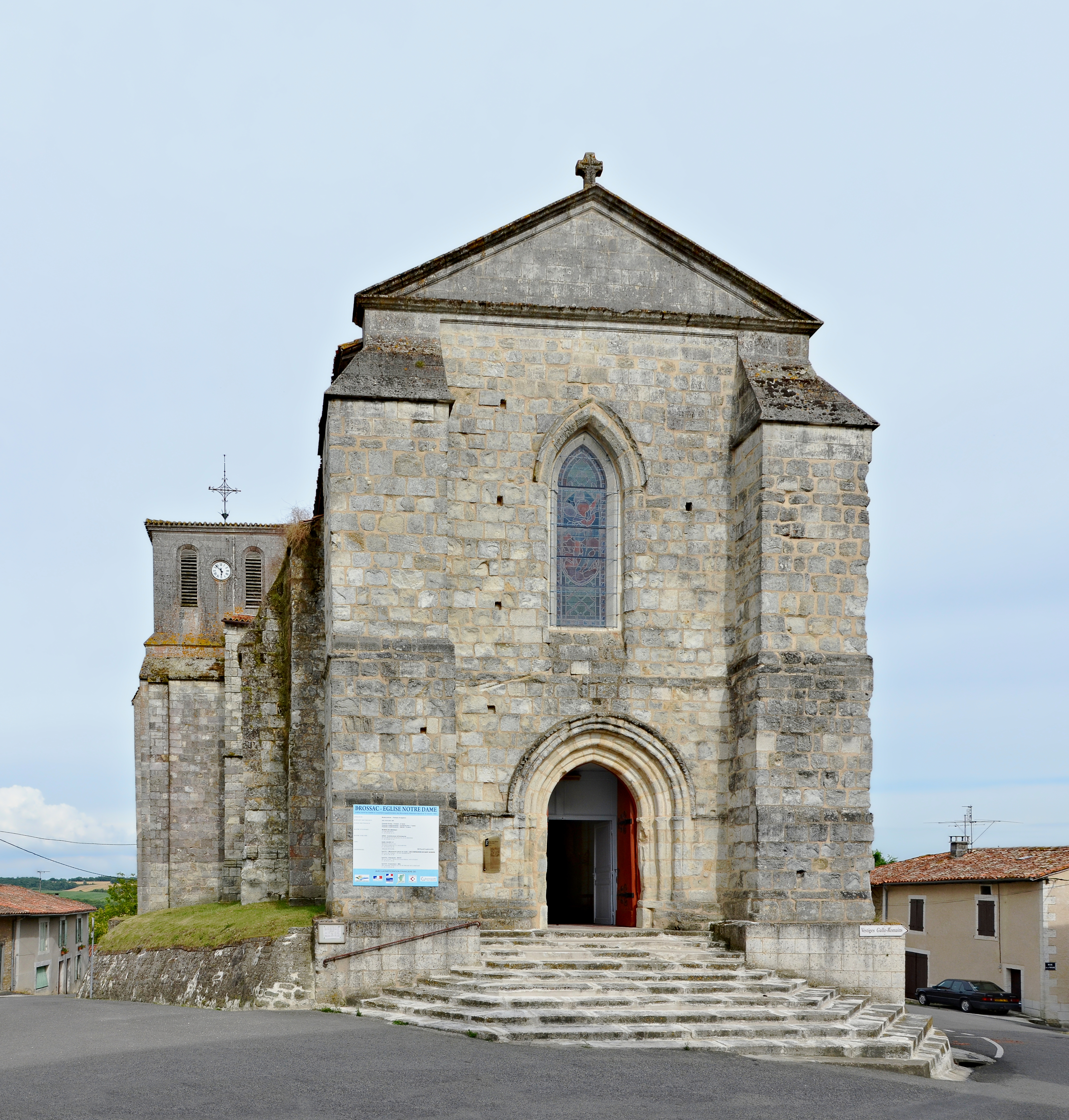
Церковь Нотр-Дам
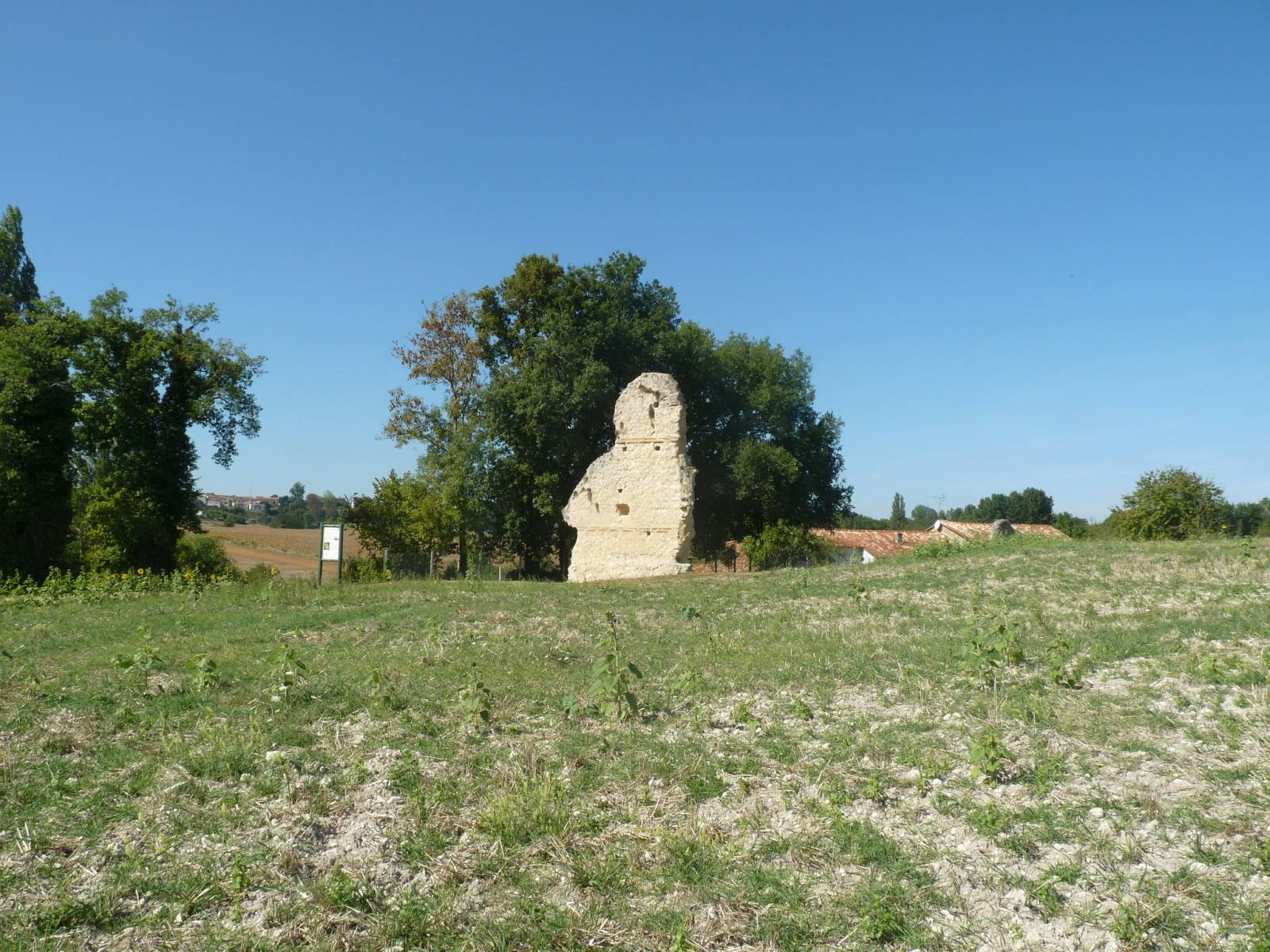
Руины виллы
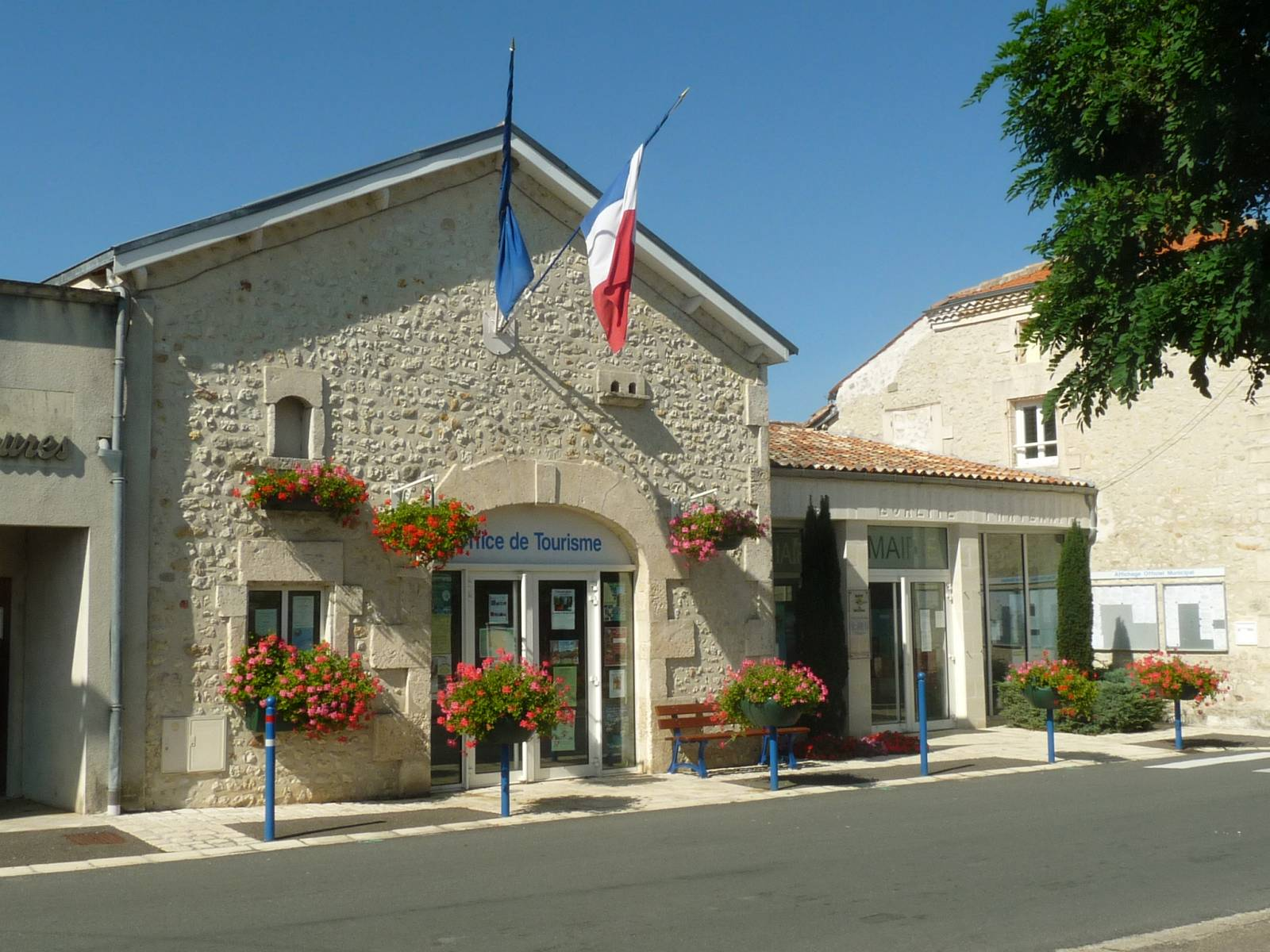
Мэрия
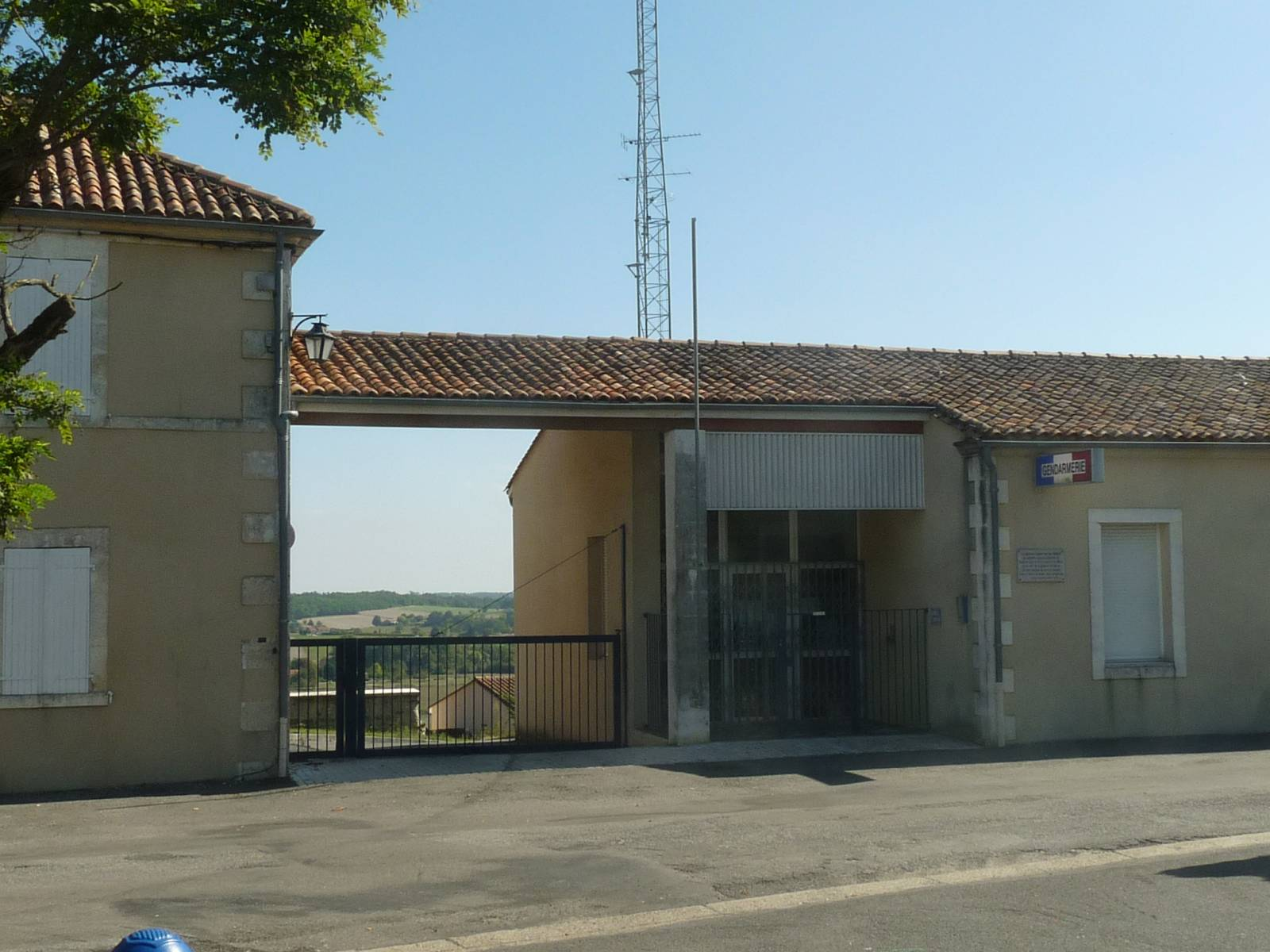
Жандармерия
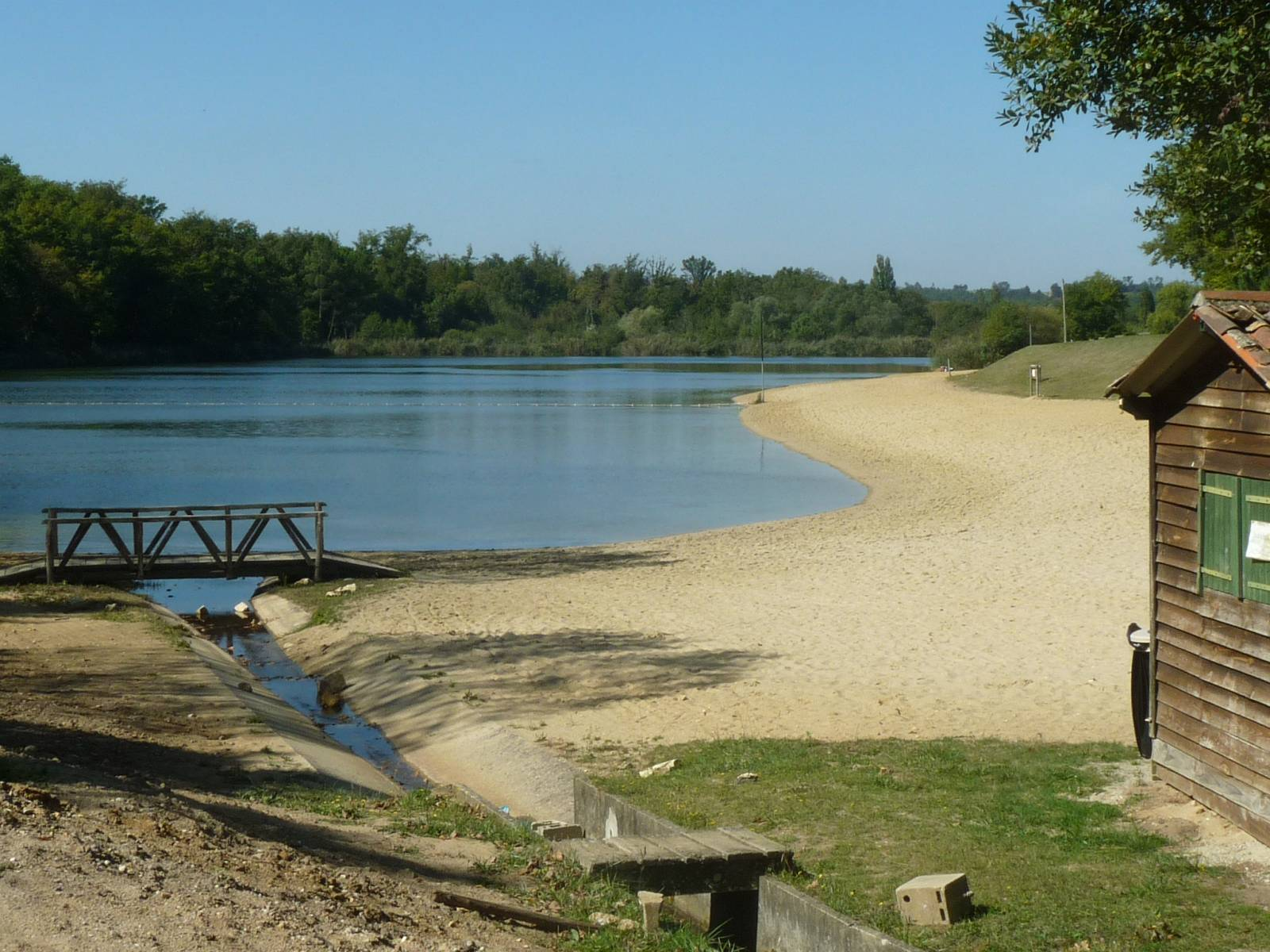
Озеро Валье